# Leipziger Genealogische Gesellschaft
Die Leipziger Genealogische Gesellschaft e. V. (LGG) ist auf dem Gebiet der Genealogie (Ahnenforschung/Familiengeschichte) und Heimatgeschichte in der Stadt Leipzig und dem Leipziger Raum tätig. Zweck des Vereins ist nach der Satzung die Förderung der Bildung in genealogischer und regionalgeschichtlicher Hinsicht. Sitz ist Leipzig.

## Geschichte
Aus der Arbeitsgemeinschaft Genealogie Leipzig beim Kulturbund der DDR, die 1979 gegründet worden war, ging am 7. Juni 1990 die Leipziger Genealogische Gesellschaft e. V. hervor. Zum Vorsitzenden wurde Uwe Bauer gewählt, der diese Funktion bis 2005 ausübte. Seitdem ist Martina Wermes die Vereinsvorsitzende. Seit 1992 wird die Zeitschrift Familie und Geschichte im  Degener Verlag herausgegeben. Das Gesamtinhaltsverzeichnis der Zeitschrift Familie und Geschichte wird regelmäßig aktualisiert und auf der Homepage des Vereins bereitgestellt.

## Mitgliedschaften
Die LGG ist Mitglied
- seit 1992  in der Deutschen Arbeitsgemeinschaft genealogischer Verbände (DAGV)
- seit 1997 in der Arbeitsgemeinschaft für mitteldeutsche Familienforschung e. V. (AMF)
- im Verein für Computergenealogie e. V. (CompGen).

## Vorstand
Der Vorstand setzt sich ab dem 8. März 2023 zusammen aus:
- Vorsitzende: Martina Wermes
- 1. Stellvertretende Vorsitzende: Marion Bähr
- 2. Stellvertretender Vorsitzender und Webmaster: Hans-Joachim Tittel
- Schriftführerin: Ingrid Hofmann
- Schatzmeister:

## Ehemalige Mitglieder
- René Gränz bis 2015
- Karl-Heinz Kramer bis 2018
- Lothar Hörig
- Olaf Nelle
- Erhard Werndl von Lehenstein bis 2020
- Werner Petrick bis 2022